# Хира (пещера)
Хира (араб. حراء — хира́) — расположенная в 3,5 км от Мекки небольшая (примерно 3,5 × 2 м) пещера, обращённая к Каабе. Находится на северо-восточном склоне горы Джабаль ан-Нур на территории Саудовской Аравии.

## История
По преданию, в пещере Хира любил уединяться для размышлений пророк Мухаммад. Во времена Пророка рядом с ней располагался квартал (шиб) семьи аль-Акнас, слева от дороги для иракских паломников. Согласно исламу, именно в этой пещере ангел Джабраил (библ. Гавриил), передал пророку Мухаммаду первое божественное откровение, первые 5 аятов суры аль-Алак.

Читай, во имя твоего Господа, Который сотворил все сущее.
Он сотворил человека из сгустка крови.
Читай, ведь твой Господь — Самый Великодушный.
Он научил посредством письменной трости —
научил человека, тому, чего тот не знал
—  96:1—5 (Кулиев)
Сообщается также, что Пророк побывал в Хире по возвращении из поездки в ат-Таиф около 620 г. и ждал там, пока не уверился в безопасности Мекки.
Хотя пещера расположена возле дороги в долину Мина, её посещение никак не связано ни с хаджем, ни с каким-либо другим видом поклонения.